# 奥特洛·萨赖瓦·德卡瓦略

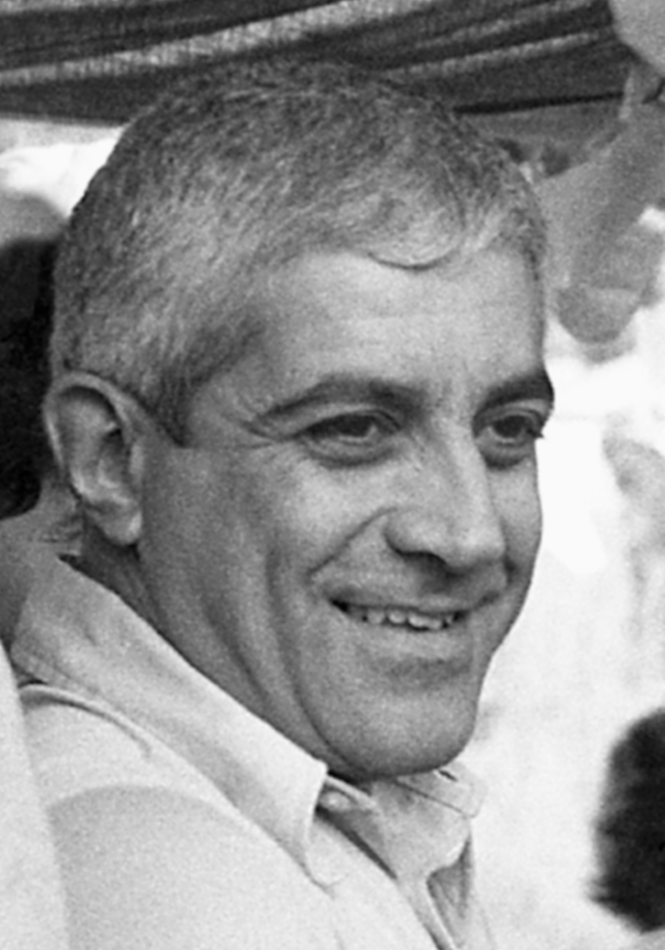
1976年的奥特洛·萨赖瓦·德卡瓦略

奥特洛·萨赖瓦·德卡瓦略（葡萄牙語：Otelo Nuno Romão Saraiva de Carvalho；1936年8月31日—2021年7月25日）是一位葡萄牙军官，最高军衔为上校。他出生于葡属莫桑比克马普托。他是1974年4月25日康乃馨革命的主要策划者。在革命后，奥特洛在第一届葡萄牙临时政府担任领导职务，并担任军事防卫力量大陆作战指挥部的负责人。1976年，奥特洛参加第一次葡萄牙总统选举，在其中以极左翼为主要支持基础，名列第二。1984年，奥特洛因涉嫌参与极左翼组织“四月二十五日人民力量”策划的暴力活动而被捕入狱。1996年，葡萄牙议会投票赦免了他。2021年7月25日，他在里斯本去世，得年84岁。